# Евангелос Заппас

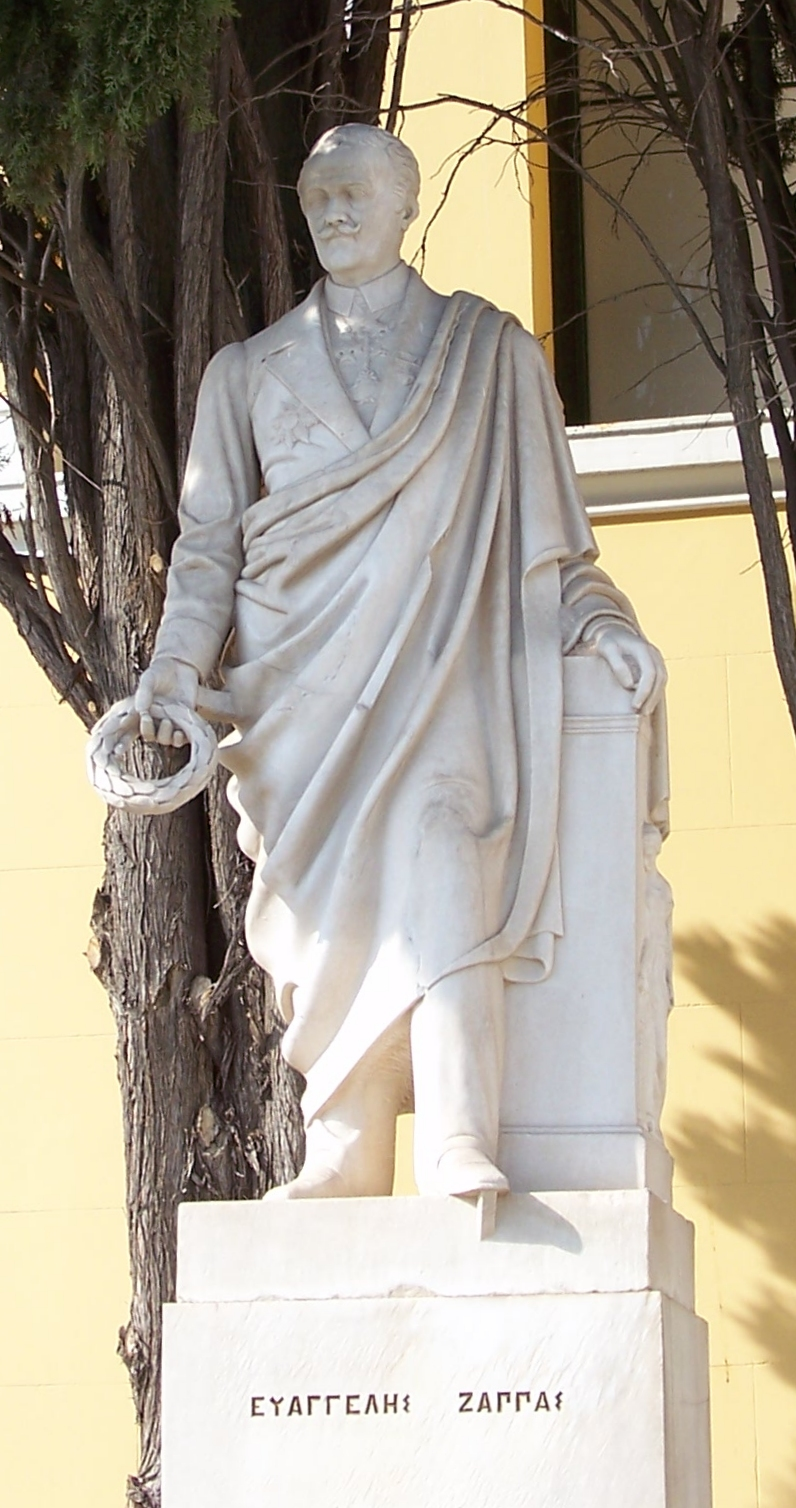
Пам'ятник перед Заппіоном

Евангелос Заппас (грец. Ευάγγελος Ζάππας, 23 серпня 1800, Ламбов, Епір (нині Албанія) — 19 червня 1865, Афіни) — грецький патріот, філантроп.

## Біографія
Евангелос Заппас був фаховим лікарем. Під час подій Грецької революції не залишився у стороні та навіть був одним з активістів руху, навіть здобув звання офіцера — майора грецької армії. Пізніше довгий час мешкав у Румунії, де лікував дочку румунського монарха, за що останній подарував Заппасу великі земельні наділи, які згодом і зробили значний статок братів Заппасів.
1859 р. ініціював відродження Олімпійських змагань, звернувшись із цією пропозицією до Міністра закордонних справ Греції. На його кошти було підготовлено та проведено перші сучасні Олімпійські ігри 1896 р. Хоча сам він не дожив до цієї події, передавши керівництво своєму двоюрідному братові Константіносу Заппасу.
За заповітом Евангелоса Заппаса, що він склав за життя, його тіло було поховане у Румунії, проте череп похований у склепі Заппіону.